# Ichneumon latecinctus
Ichneumon latecinctus är en stekelart som beskrevs av Otto Schmiedeknecht 1929. Ichneumon latecinctus ingår i släktet Ichneumon och familjen brokparasitsteklar. Inga underarter finns listade i Catalogue of Life.